# Wiktor Michailowitsch Kolpakow
Wiktor Michailowitsch Kolpakow (russisch Виктор Михайлович Колпаков; * 1. Mai 1904 in Woronesch, Russisches Kaiserreich; † 14. September 1972 in Moskau) war ein sowjetischer Theater- und Film-Schauspieler.

## Leben und Leistungen
Kolpakow war der Sohn eines Druckers und einer Hausfrau. 1910 zog die Familie nach Tschaplygin, wo Kolpakows Vater und sein Bruder eine Druckerei gekauft hatten. Dort besuchte der junge Wiktor die Pfarrschule, anschließend das Gymnasium und nach der Oktoberrevolution das örtliche Technikum. Nach dem Abschluss 1922 war er bis ins Folgejahr für das Standes- sowie das Arbeitsamt tätig, zog danach aber nach Moskau, um am Staatlichen Institut für Theaterkunst „A. W. Lunatscharski“ zu studieren. In dieser Zeit sammelte er bereits Erfahrungen am Mossowjet-Theater. 1926 wurde Kolpakow zur Roten Armee eingezogen und nahm an der Moskauer Transitstation den Posten des leitenden Schreibers wahr. Nach der Demobilisierung 1928 kehrte er zum Mossowjet-Theater zurück und spielte hier bis 1934, unterbrochen nur von einem Engagement am Fernöstlichen Theater im Jahr 1932. Die nächste Station war das Stadttheater von Kalinin, wo Kolpakow zwei Jahre verblieb. 1937 erhielt er einen Vertrag beim Studententheater des Moskauer Energetischen Instituts und wurde ein Jahr später von Alexander Tairow für das Moskauer Kammertheater verpflichtet, war dort aber fast ausschließlich auf Nebenrollen festgelegt. Dem Abschied 1943 folgten u. a. Auftritte an der Front und beim Theater der SMAD. Von 1950 bis 1960 war Kolpakow Darsteller am Zentraltheater der Transportarbeiter, dem heutigen Moskauer Dramatheater „N. W. Gogol“, wechselte dann jedoch in das dem Mosfilmstudio angegliederte Theaterstudio der Kinodarsteller. Hier trat er bis zu seinem Tod auf.
Sein Filmdebüt gab Kolpakow 1937 mit einer kleinen Nebenrolle im Historiendrama Lenin im Oktober, setzte seine Laufbahn vor der Kamera aber erst 1954 in Feuertaufe fort. Er trat bis zu seinem Tod in 76 Filmen auf, überwiegend für das Mosfilmstudio. Außerdem war er in den DDR-Produktionen Liebeserklärung an G. T. (1971) und Reife Kirschen (1973) zu sehen. Kolpakow trat zwar nie als Hauptdarsteller in Erscheinung, war aber für die stets authentischen Verkörperungen seiner Rollen bekannt. Er drehte im Laufe der Jahre mit bekannten Regisseuren wie Michail Romm, Grigori Kosinzew, Alexander Ptuschko und Leonid Gaidai. Neben abendfüllenden Spielfilmen gehörten auch einige Kurzfilme, u. a. Месть (Mest, 1960) nach Tschechows Die Rache einer Frau, und drei Folgen der Fernsehsendung Фитиль (Fitil, 1965–1971) zu seinem Schaffen. Darüber hinaus betätigte er sich als Synchronsprecher für die russischsprachigen Fassungen von Wir Wunderkinder (1958) und der LSSR-Produktion Mērnieku laiki (1968).
Kolpakow starb 68-jährig in Moskau an Komplikationen infolge einer Magenoperation. Er stand bereits kurz nach dem Eingriff wieder vor der Kamera und wurde während der Dreharbeiten Zeuge einer Autopanne. Kolpakow half, das Fahrzeug anzuschieben, sein noch geschwächter Körper verkraftete die Anstrengung aber nicht.
Er wurde auf dem Wagankowoer Friedhof, Abschnitt 10, beigesetzt.

## Privates
Kolpakow war zweimal verheiratet. Die erste Ehe verlief unglücklich und der Schauspieler verfiel zeitweise dem Alkohol. In seiner zweiten Frau Olga Wassiljewna Kusnezowa (1906–1997), die nach der Hochzeit auch seinen Namen führte, fand er jedoch eine verlässliche Partnerin. Sie begleitete ihn auf Tourneen und bei Dreharbeiten und kochte dort auch regelmäßig für die Darsteller.
Zu Kolpakows engstem Freundeskreis gehörten seine Kollegen Sergei Petrowitsch Golowanow und Marija Sergejewna Winogradowa.
Er galt privat als bescheidener und gebildeter Mensch, dessen Charakter in starkem Gegensatz zu vielen seiner Rollen stand.

## Bühnenarbeit (Auswahl)

### Moskauer Kammertheater
- Аристократы (Aristokraty) – von Nikolai Pogodin
- Дума о Британке (Duma o Britanke) – von Jurij Janowskyj
- Кочубей (Kotschubei) – von Arkadi Alexejewitsch Perwenzew
- Очная ставка (Otschnaja stawka) und Генконсуль (Genkonsul) – von Leonid Dawidowitsch Tur, Pjotr Lwowitsch Tur und Lew Scheinin
- Мечта (Metschta) – nach Michail Wodopjanow
- Сильнее смерти (Silneje smerti) – von Pjotr Lasarewitsch Schatkin und G. J. Wetschora
- Небо Москвы (Nebo Moskwy) – Georgi Dawidowitsch Mdiwani

### Zentraltheater der Transportarbeiter
- Die Stechfliege – von Ethel Lilian Voynich
- Буре (Bure) und К новому берегу (K nowomu beregu) – von Vilis Lācis
- Западной границе (Sapadnoi granize) – von Iosif Leonidowitsch Prud und Nikolai Nikolajewitsch Schpanow
- Поют жаворонки (Pojut schaworonki) – von Kondrat Krapiwa
- Три года спустя (Tri goda spustja) – von Nikolai Jewgenjewitsch Wirta
- Случайных встречах (Slutschainych wstretschach) – von Wladlen Jefimowitsch Bachnow und Jakow Aronowitsch Kostjukowski
- Повести о молодых супругах (Powest o molodych suprugach) – von Jewgeni Schwarz
- Der dunkle Strom – von Wjatschelaw Schischkow

## Filmografie (Auswahl)
- 1937: Lenin im Oktober (Lenin w Oktjabre)
- 1954: Feuertaufe (Schkola muschestwa)
- 1956: Мексиканец (Mexikanez)
- 1957: Akte 306 (Delo № 306)
- 1957: Don Quichotte
- 1957: Liebt sie mich? (Ona was ljubit)
- 1957: Nächtliche Jagd (Notschnoi patrul)
- 1957: Fahrt über drei Meere (Pardesi)
- 1958: Коммунист (Kommunist)
- 1960: Brot und Rosen (Chleb i rosy)
- 1961: Две жизни (Dwe schisni)
- 1961: Das purpurrote Segel (Alyje parusa)
- 1961: Любушка (Ljubuschka) (Fernsehfilm)
- 1962: Der Weg zum Hafen (Put k pritschalu)
- 1963: Straße der Kosmonauten (Uliza kosmonawtow)
- 1963/64: Русский лес (Russki les)
- 1964: Die Stille (Tischina)
- 1964: Hamlet (Gamlet)
- 1965: Eishockeyspieler (Chockeisty)
- 1965: Es lebte einmal ein Alter mit seiner Alten (Schili-byli starik co staruchoi)
- 1966: Die Kinder des Don Quichotte (Deti Don-Kichota)
- 1966: Das Märchen vom Zaren Saltan (Skaska o zare Saltane)
- 1966: Душечка (Duschetschka)
- 1967: Die Treue einer Mutter (Wernost materi)
- 1968: Brot aus Taschkent (Taschkent - gorod chlebny)
- 1968: Neue Abenteuer der geheimnisvollen Rächer (Nowy prikljutschenija heulowimych)
- 1969: Die Brüder Karamasow (Bratja Karamasowy)
- 1969: Адъютант его превосходительства (Adjutant ego prewoschoditelstwa) (Fernsehfilm)
- 1969: Остров Волчий (Ostrow Woltschi)
- 1971: Liebeserklärung an G.T.
- 1971: Die 12 Stühle (12 stulew)
- 1972: Geraubte Schätze (Dostojanije respubliki)
- 1972: Чиполлино (Tschipollino)
- 1972: Reife Kirschen